# Caleb Fairly
Caleb Fairly (Amarillo, 19 de febrero de 1987) es un ciclista estadounidense que fue profesional desde 2011 a 2016.
En 2010 participó como aprendiz en el equipo Garmin-Cervélo. Pasó al profesionalismo en 2011, en el equipo ProTour HTC-Highroad y tras la desaparición de este, en 2012 fichó por el equipo canadiense Pro Continental SpiderTech powered by C10.
El 22 de mayo de 2016 anunció su retirada del ciclismo tras seis temporadas como profesional y con 29 años de edad.

## Palmarés
2010
- Tour de Battenkill

## Resultados en Grandes Vueltas
| Carrera         | 2011 | 2012 | 2013  | 2014 | 2015  | 2016 |
| --------------- | ---- | ---- | ----- | ---- | ----- | ---- |
| Giro de Italia  | -    | -    | -     | -    | 134.º | -    |
| Tour de Francia | -    | -    | -     | -    | -     | -    |
| Vuelta a España | -    | -    | 112.º | -    | -     | -    |

-: no participa 
Ab.: abandono

## Equipos
- HTC-Highroad (2011)
- SpiderTech powered by C10 (2012)
- Garmin-Sharp (2013-2014)
- Team Giant-Alpecin (2015-2016)